# 白木三秀
白木 三秀（しらき みつひで、1951年 - ）は、日本の経済学者。早稲田大学政治経済学術院教授。専門は労働経済学、社会政策及び人的資源管理。同大政治経済学部卒業後、同大大学院経済学研究科博士後期課程修了。経済学博士。国士舘大学政経学部教授などを経て2005年より現職。早稲田大学留学センター所長。滋賀県彦根市出身。

## 人物
特に東アジアや中国に於ける人的資源管理の研究を進めている。担当する社会政策の授業では、内容が企業内の人事面、採用や待遇、昇進といった学生の興味を引きやすいものであり、引き合いに出す実際の事例も身近なものであるため、学生から一定の人気を得ている。労働に関する国際比較をテーマとするゼミを担当し、そのゼミも人気であるため、選考の際には例年、高倍率となっている。

## 著書
＊「英語で人事」
- 『新版 人的資源管理の基本』（文眞堂、2013年）
- 『国際人的資源管理の比較分析』（有斐閣、2006年）
- 『チャイナ・シフトの人的資源管理』（白桃書房、2005年）
- 『アジアの国際人的資源管理』（社会経済生産性本部、1999年）
- 『日本企業の国際人的資源管理』（日本労働研究機構、1995年）

## 所属学会
日本労務学会(2013年より会長)、国際ビジネス研究学会、社会政策学会、アジア政経学会